# Turistická značená trasa 8454
 Turistická značená trasa 8454 měří 3,1 km a spojuje obec Tureckou a rozcestí Pod Líškou v jihovýchodní části pohoří Velké Fatry na Slovensku.

## Průběh trasy
Začíná v obci Turecké a prudce stoupá k rozcestí Pod Líškou.
| Km  | Místo      | Navazující a křižující trasy | Souřadnice                      | Nadm. výška  |
| --- | ---------- | ---------------------------- | ------------------------------- | ------------ |
| 0   | Turecká    | 5634                         | 48°50′51″ s. š., 19°5′21″ v. d. | 606 m n. m.  |
| 0,8 | Salášky    | 5634                         | 48°51′9″ s. š., 19°5′27″ v. d.  | 793 m n. m.  |
| 3,1 | Pod Líškou | 2628                         | 48°51′57″ s. š., 19°5′31″ v. d. | 1281 m n. m. |

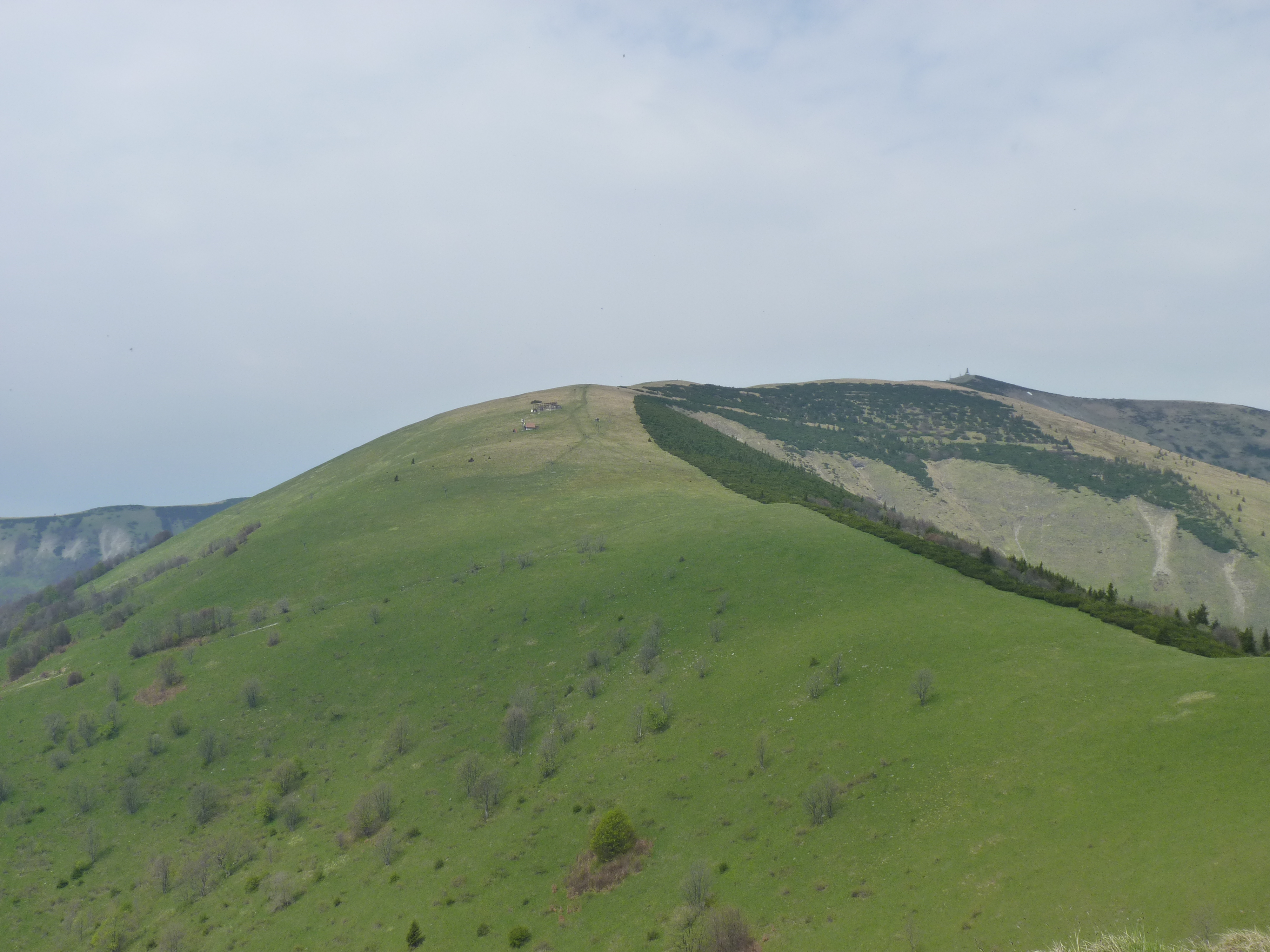
Líška
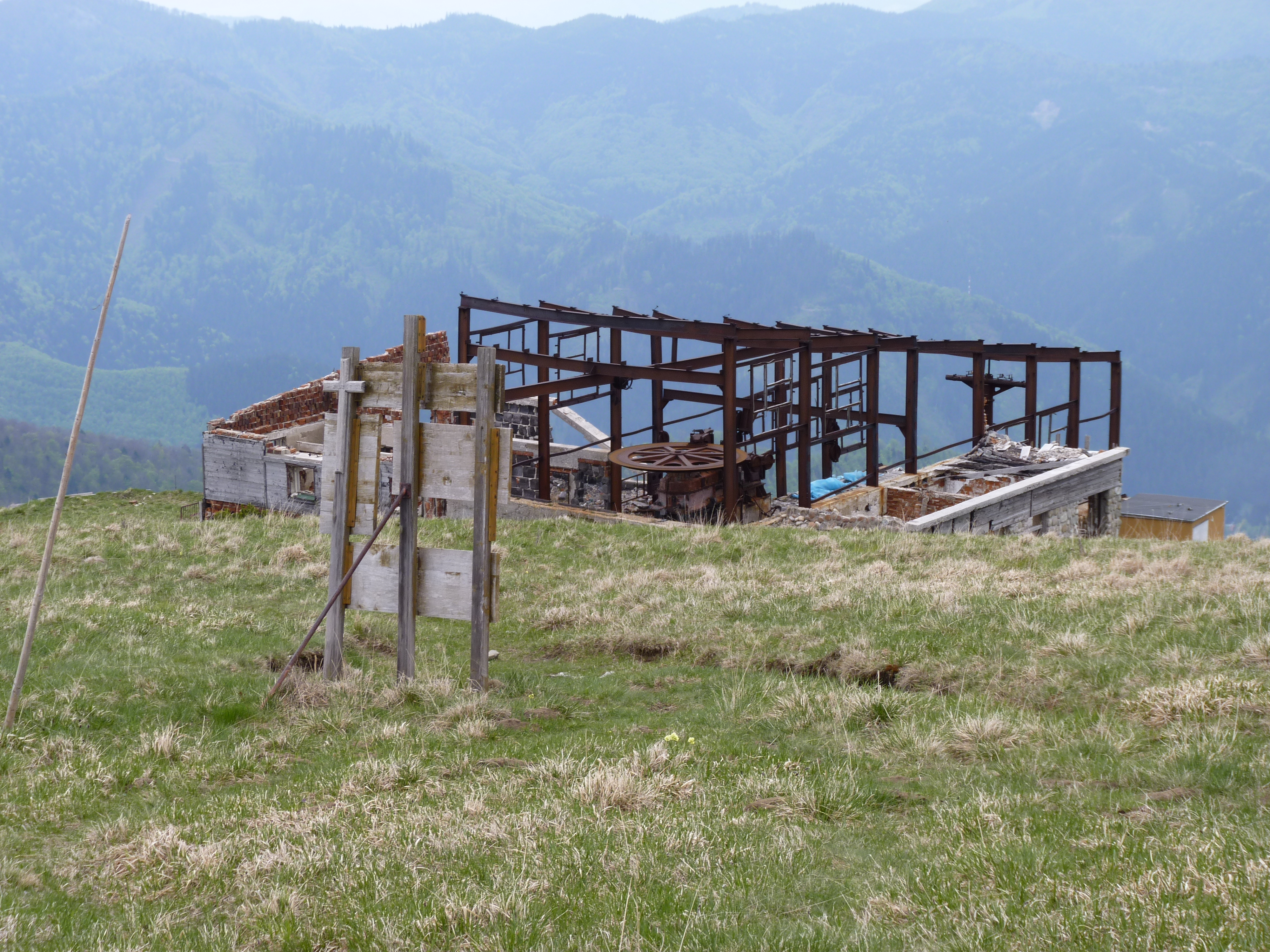
Bývalý vlek (z Krížny)